# Taggstjärtsskata
Taggstjärtsskata (Temnurus temnurus) är en fågel i familjen kråkfåglar inom ordningen tättingar.

## Utseende och läte
Taggstjärtsskata är en helsvart säregen kråkfågel. Mest av allt liknar den en drongo, om det inte vore för den märkligt fransiga stjärten som liknar bladet av en motorsåg. Bland lätena hörs skriande "klee" och ”klee’aw". 

## Utbredning och systematik
Taggstjärtsskata placeras som enda art i släktet Temnurus och förekommer i skogar i centrala Laos, norra Vietnam och på Hainan. Den behandlas som monotypisk, det vill säga att den inte delas in i några underarter.

## Levnadssätt
Taggstjärtsskata håller sig till täta ursprungliga skogar, liksom buskiga skogsbryn. Den ses ofta i små familjegrupper.

## Status och hot
Arten har ett stort utbredningsområde, men tros minska i antal, dock inte tillräckligt kraftigt för att den ska betraktas som hotad. Internationella naturvårdsunionen IUCN listar därför arten som livskraftig (LC).